# (8873) 1992 UM2
1992 يو أم 2 (ويعرف أيضًا باسم (8873) 1992 يو أم 2 وفق تسمية الكوكب الصغير) (بالإنجليزية: 1992 UM2)‏ هو كويكب ضمن حزام الكويكبات؛ وترتيبه 8873 من حيث الاكتشاف.
اكتُشف هذا الجُرم الفلكي بواسطة Toshimasa Furuta ‏ في 21 أكتوبر 1992.

## وصلات خارجية
- (8873) 1992 UM2 في قاعدة بيانات مختبر الدفع النفاث لأجرام النظام الشمسي الصغيرة

- الاكتشاف · مخطط المدار ·  العناصر المدارية · المعلمات المادية

- (8873) 1992 UM2 على موقع ويكي سكاي: DSS2, SDSS, GALEX, IRAS, Hydrogen α, X-Ray, Astrophoto, Sky Map, Articles and images